# Смолино (Глуховский район)
Смолино (укр. Смолине) — село,
Пустогородский сельский совет,
Глуховский район,
Сумская область,
Украина.
Код КОАТУУ — 5921585203. Население по переписи 2001 года составляло 38 человек .

## Географическое положение
Село Смолино находится на правом берегу реки Смолянка,
выше по течению на расстоянии в 2,5 км расположено село Фотовиж,
ниже по течению на расстоянии в 1 км расположено село Смыкаревка,
на противоположном берегу — село Пустогород.